# Glass Town
Pour les articles homonymes, voir Angria.

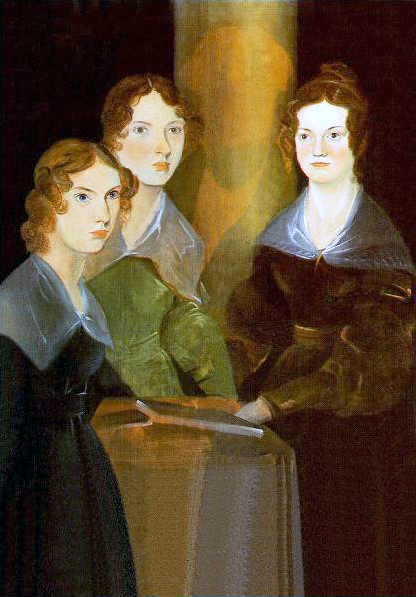
Anne, Emily et Charlotte Brontë, par leur frère Branwell (vers 1834). Lui-même s'était représenté, au milieu de ses sœurs, avant de s'effacer, pour ne pas surcharger le tableau.

Le monde imaginaire de Glass Town, la « confédération de la Ville de verre » (Glass Town Confederacy), a été créé à la fin de 1827 par Charlotte, Branwell, Emily et Anne Brontë. Il a cédé la place, vers 1834, au royaume imaginaire d’Angria, « administré » par Charlotte et Branwell Brontë.
Ce monde imaginaire, inventé dès l'enfance par les enfants Brontë, atteint rapidement un niveau de complexité étonnant, ayant sa géographie, son gouvernement, son administration, son histoire, et même ses journaux. Ce monde virtuel, par son degré d'élaboration et l'implication des quatre participants, n'est pas sans rappeler certains jeux de rôle, voire un monde virtuel tel que Second Life.
Il contribue puissamment à développer l'imagination et le talent littéraire de la fratrie des Brontë, qui écrit ensuite plusieurs romans connus (Jane Eyre, Les Hauts de Hurlevent, La Recluse de Wildfell Hall), ainsi que des poèmes de grande qualité, dont une partie est écrite pour Angria (ou encore pour Gondal dans le cas d'Emily et de Anne).

## Naissance deGlass Town
À l'origine de ce royaume imaginaire se trouvent douze soldats de bois que Patrick Brontë, le père des enfants, a offerts à Branwell au tout début du mois de juin 1826. S'il a également acheté des jouets pour Charlotte, Emily et Anne, ce sont les soldats qui enflamment instantanément l'imagination des enfants, qui choisissent chacun l'un d'eux et lui donnent un nom.
Cependant, ce n'est qu'au cours d'une froide journée de décembre 1827 que le monde imaginaire prend vraiment forme, lorsque Charlotte propose que chacun possède et administre « son » île, et que Branwell reprend immédiatement l'idée pour en tirer les potentialités.
Branwell, Charlotte, Emily et Anne commencent à envoyer leurs quatre soldats (envoyés par les Génies, c'est-à-dire les enfants eux-mêmes, les soldats leur servant d'avatars pour explorer le monde virtuel) vivre des aventures imaginaires et pleines de danger sur la côte nord-ouest de l'Afrique, où ils ne tardent pas à fonder la « Ville de verre » (Glass Town, connue plus tard sous le nom de Verdopolis), qui réunit quelques caractéristiques de Londres, Paris et Babylone.
Ces aventures sont consignées dans des little books, de petits livres de la taille d'une boîte d'allumettes (3,8 cm x 6,4 cm environ), adaptés à la taille des soldats, et dans lesquels Charlotte et Branwell ont déjà noté dix-huit histoires dès 1829.
Dès lors, les enfants ne cessent d'élaborer un univers de plus en plus complexe. Charlotte et Branwell rivalisent d'imagination dans l'élaboration des intrigues de Glass Town, auxquelles ils travaillent pendant plusieurs années, pour se concentrer finalement sur le royaume d'Angria.
Comme en témoigne le terme de Genii utilisé pour désigner les enfants dans les little books, les références aux Mille et Une Nuits ne manquent pas, généralement apportées par Charlotte.
À l'âge de 14 ans, Charlotte a déjà rempli 22 volumes de little books, et Branwell à peu près autant.

## Intrigues, organisation et personnages deGlass Townet du royaume d'Angria

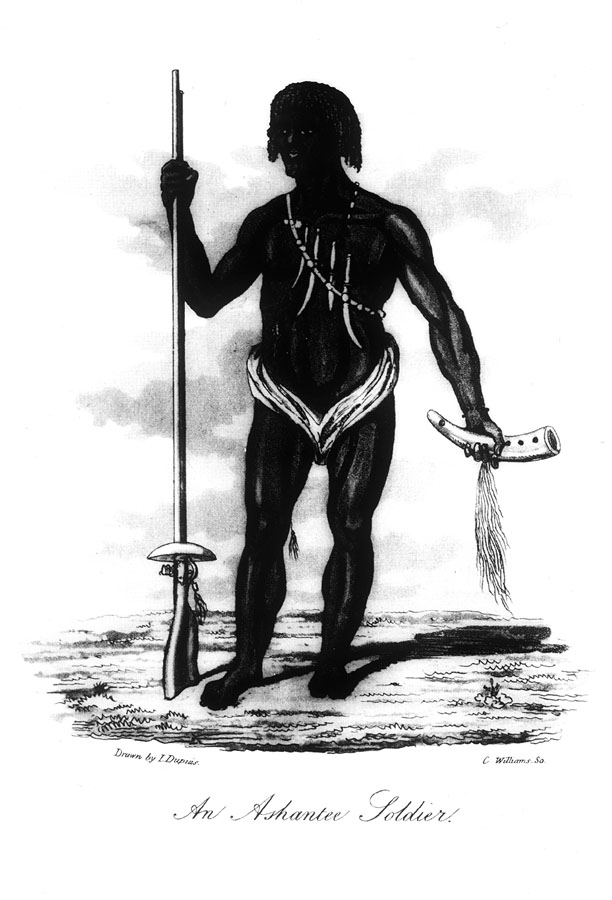
Les Ashantis furent de redoutables adversaires pour Glass Town et pour Angria

Les intrigues développées dans les aventures de Glass Town puis dans le royaume d'Angria témoignent d'un art et d'une maturité accrus au fur et à mesure de l'évolution des enfants Brontë eux-mêmes.
Ainsi, à l'âge de 14 ans, Charlotte développe une intrigue dans laquelle les personnages s'expriment en français.
Des aspects politiques apparaissent peu à peu, tels qu'une analyse inspirée à Charlotte par l'actualité politique liée aux débats qui enflamment alors le monde politique anglais sur l'émancipation de l'église catholique romaine.
Chaque enfant administre son propre territoire dans la confédération de Glass Town, et chacun de ces territoires est nommé d'après le chef héroïque qui le dirige : ainsi Charlotte a la haute-main sur les destinées de Wellington, Branwell sur Sneaky, Emily sur Parry, et Anne sur Ross. Ainsi, un véritable « jeu de rôle » familial, couvrant les différents aspects d'un monde virtuel se met peu à peu en place.
Ces mondes sont très structurés, historiquement, socialement, juridiquement, administrativement et politiquement. Ce sont des royaumes constitutionnels, avec des cours, des fêtes, des assemblées, des partis politiques, des luttes de pouvoir, des émeutes, des révolutions, des guerres, des codes civil et pénal, des tribunaux correctionnels et d'assises, etc.. Leur complexité révèle l'exceptionnelle maturité de ces enfants nourris de la lecture des trois journaux quotidiens auxquels leur père est abonné ou des gazettes qui sont achetées chaque jour chez John Greenwood, le libraire du village.

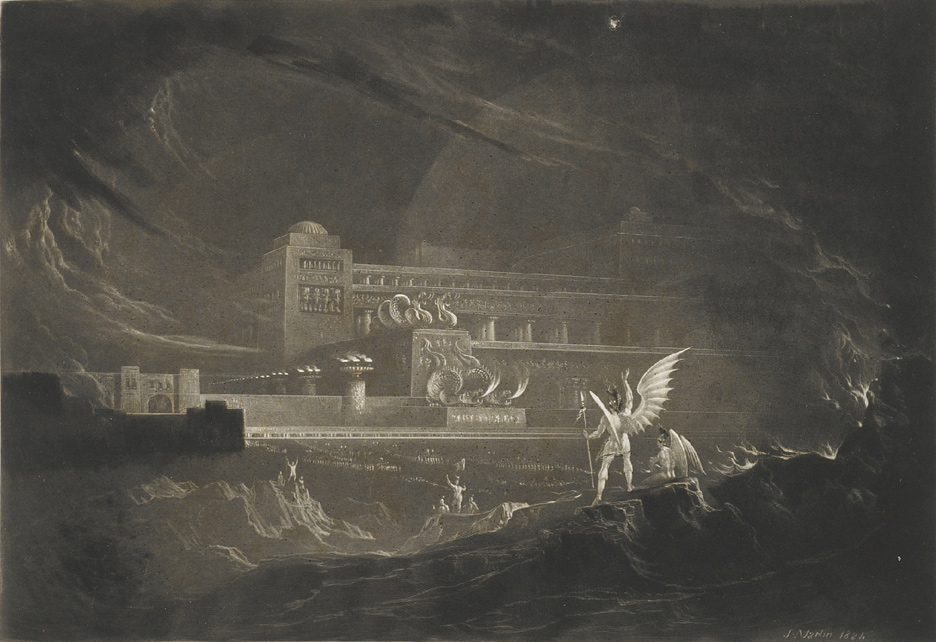
Pandemonium (John Martin)Pandemonium, une manière noire de John Martin, dont les édifices fantastiques inspirèrent l'architecture de Glass Town. Pandemonium fait référence à Paradise Lost, de Milton.

Verdopolis, la capitale de la confédération, compte de nombreux artistes dans différents domaines. L'un des plus en vue est Sir Edward de Lisle. Celui-ci n'est autre que l'avatar verdopolitain du célèbre peintre anglais John Martin, dont trois gravures ornent les murs du presbytère de Haworth.
Sir Edward de Lisle est incontestablement le plus grand peintre et portraitiste de Verdopolis. Son tableau le plus célèbre se nomme Les Quatre Genii en conseil (les Génies étant les quatre enfants Brontë eux-mêmes lorsqu'ils s'incarnent dans le monde de Glass Town). Le chef-d'œuvre de Sir Edward de Liste est en réalité directement inspiré par les illustrations qu'a faites John Martin du Paradise Lost, le Paradis Perdu de Milton.

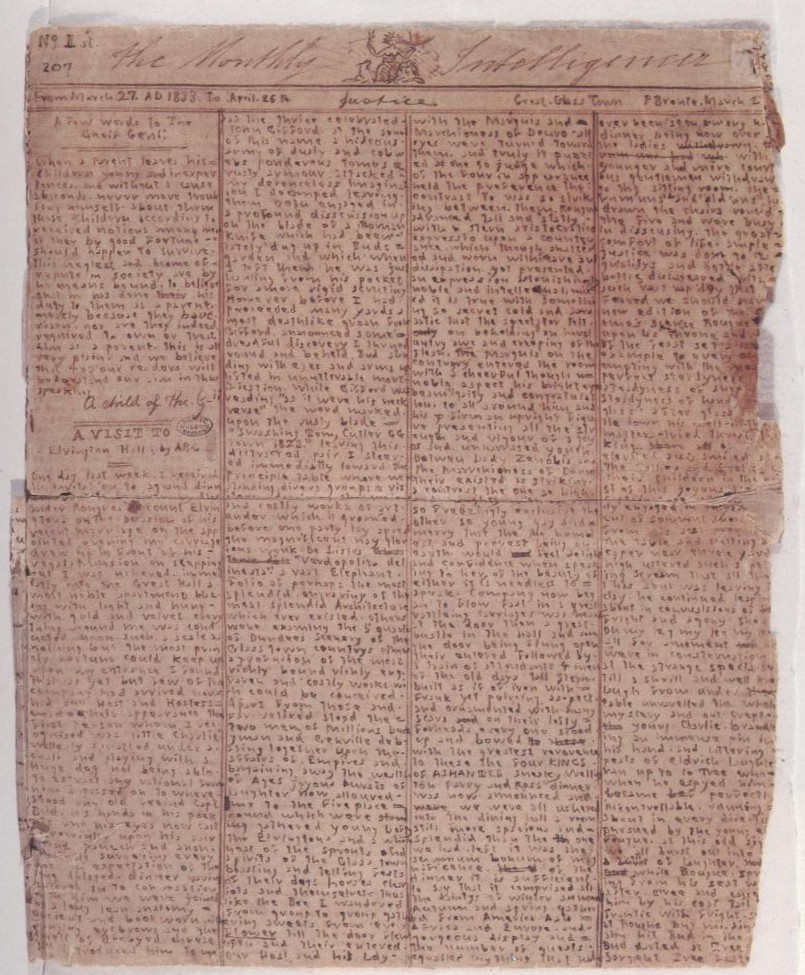
L'édition du mois d'avril 1833 du Monthly Intelligencer, journal édité par Branwell pour les « petits livres ».

Dans un tout autre domaine, pour permettre aux habitants de la confédération de disposer d'un accès suffisant à l'information, Branwell a lancé un journal, le Blackwood's Young Men's Magazine (inspiré du Blackwood's Magazine, auquel leur père, Patrick Brontë, est abonné).
Plus tard, Branwell abandonne à Charlotte le poste de rédacteur en chef de ce journal, pour lancer lui-même un journal concurrent.
Branwell joue d'autre part un rôle majeur dans l'établissement de la cartographie des territoires de la confédération.
Certains personnages se taillent une place significative dans le monde imaginaire des Brontë. C'est le cas d'Alexander Rogue, futur comte de Northangerland, créé par Branwell, mais « animé » aussi parfois par Charlotte, qui le dit cruel et perfide, et aussi « fort habile à toutes les manipulations et tricheries de la table de jeu » (skilled in all the sleight-of-hand blackleg tricks of the gaming table).
Ce sont les manœuvres démagogiques d'Alexander Rogue qui finissent par causer la destruction de la capitale centrale de la confédération, Verdopolis elle-même, ce qui conduit à la naissance d’Angria.

## Évolution et postérité
Ces royaumes, que Charlotte fera vivre jusqu'à près de vingt-cinq ans, encore plus tard pour Emily et Anne, sont l'occasion d'écrire de nombreux poèmes. Une part très importante de ceux de Charlotte sont destinés soit à Angria, soit au Blackwood's Young Men's Magazine. On estime qu'à vingt ans en 1836, Charlotte Brontë a déjà écrit plus de la moitié de tous ses
poèmes..
Bon nombre de ces poèmes se retrouvent dans Poems by Currer, Ellis and Acton Bell, le recueil publié par les sœurs Brontë en 1846. Dans bien des cas, ils parlent des passions, des actes d'héroïsme, de trahison ou d'adultère vécus par les personnages d’Angria ou de Gondal auxquels ils sont attribués. Outre la qualité littéraire de ces poèmes, on peut donc voir dans les intrigues élaborées pour les royaumes d'Angria ou de Gondal les prémisses des sentiments passionnés qui animent des romans tels que Jane Eyre, Wuthering Heights, La Recluse de Wildfell Hall et Villette.